# Appignano del Tronto
Appignano del Tronto es una localidad y comune italiana de la provincia de Ascoli Piceno, región de las Marcas, con 1940 habitantes.

## Evolución demográfica
| Gráfica de evolución demográfica de Appignano del Tronto entre 1861 y 2001 |
|                                                                            |
| Fuente ISTAT - elaboración gráfica de Wikipedia                            |